# Apiaguaiki Tumpa
Apiaguaiqui nasceu em 1863, fazenda Joguaya cerca del Río Parapetí, nas proximidades Rio Parapetí e foi executado em 29 de março de 1892, no povoado de Sauces (atual Monteagudo) no Departamentos de Chuquisaca (Bolívia). Foi o principal líder da rebelião chiriguana de 1892.

## Biografia
Acredita-se que seu pai morreu nos enfrentamentos, entre chiguanos e tropas da Bolívia, que ocorreram entre 1874 e 1875. Sua mão trabalhava na fazenda de José Manuel Sánchez, na região de Yohay, de onde fugiu na época dos enfrentamentos entre 1874 e 1875. Depois da fuga, estabeleceram-se em Murukuyati, na vertente oriental de Aguaragüe.
Em 1877, o latifundiário Pedro Zárate enviou Eduardo Cuellar, oficial do exército, para inspecionar as terras ocupadas por chiriguanos em Murukuyati. O pequeno contingente foi expulso pelo cacique Curichama.
Zárate enviou uma expedição punitiva que destruiu a aldeia. Apiaguaiqui fugiu e passou a residir na aldeia Bororigua comandada pelo cacique Machirope, onde conheceu Güirarayu, que lhe repassou os conhecimentos xamânicos, razão pela qual se tornou um ipaye (pajé).
Em 1889, começou a organizar uma rebelião contra os latifundiários, que controlavam terras que antes pertenciam aos chiriguanos. Nessa época, recebeu o título de "Tumpa" (líder enviado por Deus).
No final de 1891, ocorreu o estupro e assassinato da sobrinha do "mburuvicha" Asukari, também da região de Ivo, o que serviu para desencadear a rebelião, em janeiro de 1892. Essa rebelião reuniu mais de 6.000 guerreiros.
No dia 7 de janeiro, os rebeldes tomaram a cidade de Santa Rosa de Cuevo e mataram o Coronel Sanz. Nesse processo, invadiram e incendiaram fazendas em toda a região, que incluía localidades como Camiri, Lagunilla, Alto Parapeti, Charagua, Ñancaroinsa e Karatindi.
Para combater a rebelião, formaram-se tropas lideradas:
- pelo Coronel Tomás Frías, que partiu de Chuquisaca, comandando uma tropa de 50 soldados e 400 nativos aliados;
- pelo General Ramón González, que partiu de Santa Cruz, comandando uma tropa de 1600 homens, a maioria de nativos.

No dia 13 de janeiro, ocorreu um primeiro combate em Kuruyuki, no qual as tropas lideradas por Frias tiveram que recuar.
No dia 21 de janeiro, 1.000 chiriguanos a pé e 300 a cavalo, atacaram sem sucesso o quartel de Santa Rosa de Cuevo.
No dia 27 de janeiro as tropas comandadas por González se juntaram à tropas comandadas por Frías, para atacar os chiriguanos em Kuruyuki.
O ataque teve início às seis da manhã do dia 28 de janeiro de 1892, que resultou em um combate que durou cerca de oito horas, no qual morreram entre novecentos e mil chiriguanos, entretanto, Apiaguaiqui e outros guerreiros conseguiram escapar.
Iniciou-se uma perseguição à Apiaguaiqui, que resultou na morte de cerca de 2.700 chiriguanos, enquanto que 1.200 foram aprisionados e convertidos em escravos dos latifundiários da região. Alguns dos fugitivos se refugiaram no norte da Argentina.
Guatinguay, cacique de Caruruti, traiu Apiaguaiqui, o conduzindo a uma emboscada liderada pelo latifundiário José Martínez.
Após a prisão, Apiaguaiqui foi levado ao povoado de Sauces (atual Monteagudo) no Departamento de Chuquisaca, onde foi executado no dia 29 de março de 1892, juntamente com outros líderes da rebelião, como: Güaracota e Ayemoti.
No final de janeiro de 2017, o presidente da Bolívia, Evo Morales, por ocasião de evento para lembrar os 125 da Batalha de Kuruyuki, prestou homenagem à Apiaguaiqui.